# خوسيه فيسنتي سانشيز
خوسيه فيسنتي سانشيز (بالإسبانية: Tente Sánchez) (مواليد 8 أكتوبر 1956) هو لاعب كرة قدم. يلعب مع منتخب إسبانيا لكرة القدم. سبق له أن لعب في كأس العالم لكرة القدم مع منتخب بلاده.

## روابط خارجية
- خوسيه فيسنتي سانشيز على موقع الاتحاد الدولي (مؤرشف)  (الإنجليزية)
- خوسيه فيسنتي سانشيز على موقع الاتحاد الأوربي (الإنجليزية)
- خوسيه فيسنتي سانشيز على موقع قاعدة بيانات كرة القدم.إي يو (الإنجليزية)
- خوسيه فيسنتي سانشيز على موقع ناشيونال فوتبول تيمز (الإنجليزية)
- خوسيه فيسنتي سانشيز على موقع أوليمبيديا (الإنجليزية)